# خلینکی
خلینکی (به لهستانی:  Chylinki) یک روستا در لهستان است که در گمینا گیبه واقع شده‌است.